# 須賀川市立第二中学校
須賀川市立第二中学校（すかがわしりつだいにちゅうがっこう）は、福島県須賀川市に位置する公立中学校である。

## 概要
JR須賀川駅そばの高台にあり、須賀川の街を見渡せる。生徒、教員、保護者の間では須二中（すにちゅう）などと略される。合唱や吹奏楽などの文化系部活において大きな成果をあげている。運動部も平成20年度新人戦では8団体優勝や、21年度中体連では新人戦を上回る10団体優勝という歴代初の活躍をみせ、その名を挙げている。

## 部活動

### 運動部
サッカー部（男子）
- 野球部（男子）

全国大会出場
- ソフトボール部（女子）

全国大会出場
- ソフトテニス部（男女）

男子：全国大会出場
女子：県大会出場
- 陸上部（男女）

2008年度をもって部員募集中止、2010年度をもって廃部。しかし特設部として復活。
- 水泳部（男女）

2009年度をもって特設部へと変更。
- バスケットボール部（男女）
- バレーボール部（女子）
- 卓球部（男女）
- バドミントン部（男女）

東北大会出場
- 剣道部（男女）
- 柔道部（男女）
- 体操部（男）

県大会、全国大会出場

### 文化部
- 吹奏楽部（男女）

2018年合唱連盟県落ち
県アンサンブルコンテスト1チーム金賞
- 合唱部（男女）

全日本合唱コンクール全国大会金賞受賞
県アンサンブルコンテストAチーム(男声) 金賞7位、Bチーム(1年女声) 銀賞、Cチーム(2年女声) 金賞9位
TBC・TUF子ども音楽コンクール全国大会出場
- コンピュータ部（男女）
- 美術部（男女）

## 試験等
- 期末テスト
学期末に実施
- 中間テスト
二学期の半ばに実地
- 実力テスト
一学年 年3回
二学年 年3回
三学年 年6回
- チャレンジコンクール
学期始めに実施。ただし一学期は学期半ばに実施。2012年に廃止。

## 主な学校行事
- 文化祭（10月）
学年発表
クラス合唱
生徒会によるムービー
生徒会タイム
合唱部の発表
吹奏楽部の発表
有志発表
クラス合唱の結果発表
- 学習、修学旅行（1年:那須または会津、2年:仙台、3年:関西方面または東京方面）
- ボランティア活動（ごみ拾いや老人ホーム等の訪問）
- 体育祭（5月）
- 入学式（4月）
- 卒業式（3月）

## 学区内の小学校
- 須賀川市立第二小学校
- 須賀川市立阿武隈小学校
- 須賀川市立柏城小学校
他、須賀川市立第一小学校、須賀川市立第三小学校、須賀川市立西袋第一小学校からの進学もある。

## 主な進学先
福島県立安積高等学校、福島県立須賀川桐陽高等学校はじめ、福島県中部の各高校。